# Tiago Iorc
Tiago Iorczeski (Brasilia, Brasil; 28 de noviembre de 1985), más conocido por su nombre artístico Tiago Iorc, es un cantautor y productor discográfico brasileño, ganador de tres premios Grammy Latinos.

## Biografía
En su infancia, Iorczeski vivió tanto en Inglaterra como en Estados Unidos. A pesar de no tener antecedentes musicales en su familia, comenzó a tocar la guitarra acústica a los ocho años.
En 2007, su sencillo «Nothing but a Song» ganó popularidad y condujo al lanzamiento de su álbum debut Let Yourself In, que adquirió notoriedad después de que varias de las canciones aparecieran en telenovelas, anuncios de televisión y películas en su país natal. Iorczeski comenzó a realizar giras por el Brasil y, en 2009, fue telonero del cantante y guitarrista estadounidense Jason Mraz en su gira de conciertos por el país suramericano.
Let Yourself In se publicó en Japón, donde «Nothing but a Song» alcanzó el décimo primer lugar en la lista Hot 100 de Billboard, y en Corea del Sur, donde el público concedió a Tiago el premio al mejor artista extranjero por su actuación en el Grand Mint Festival de 2010. Ese mismo año, el sencillo «Fine» apareció en la popular serie de televisión surcoreana Personal Taste.
Umbilical, su segundo álbum de estudio, contó con el neoyorquino Andy Chase como productor y se publicó simultáneamente en Brasil, Corea del Sur y Portugal en octubre de 2011. Le siguieron lanzamientos digitales en Estados Unidos y Japón.

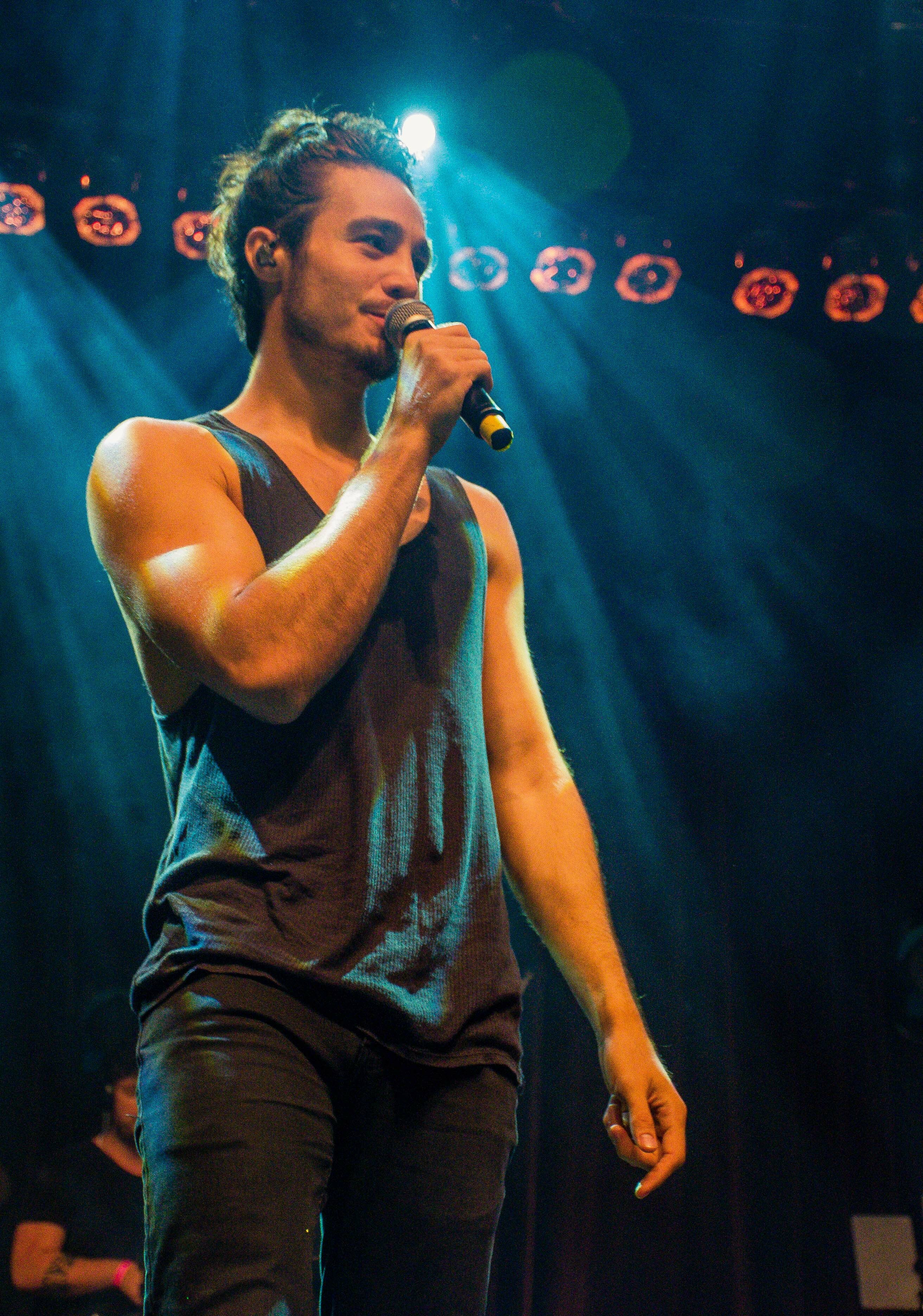
Iorc en vivo en 2017.

La gira promocional de Umbilical se estrenó el 14 de marzo en el South by Southwest Music Festival de 2012 en Austin, e incluyó actuaciones en Portugal y Brasil. En 2013 publicó su tercer álbum de estudio, titulado Zeski, seguido de Troco Likes (2015) y Reconstrução (2019).

## Discografía

### Álbumes de estudio
| Año  | Título          | Detalles                                                                                      |
| ---- | --------------- | --------------------------------------------------------------------------------------------- |
| 2008 | Let Yourself In | - Lanzamiento: 20 de abril de 2008 - Sello: SLAP - Formato: CD, descarga                      |
| 2011 | Umbilical       | - Lanzamiento: 10 de octubre de 2011 - Sello: SLAP - Formato: CD, descarga                    |
| 2013 | Zeski           | - Lanzamiento: 29 de julio de 2013 - Sello: SLAP - Formato: CD, descarga                      |
| 2015 | Troco Likes     | - Lanzamiento: 10 de julio de 2015 - Sello: SLAP - Formato: CD, descarga                      |
| 2019 | Reconstrução    | - Lanzamiento: 5 de mayo de 2019 - Sello: Iorc Produções, Universal Music - Formato: Descarga |

### Álbumes recopilatorios
| Año  | Título  | Detalles                                                                        |
| ---- | ------- | ------------------------------------------------------------------------------- |
| 2015 | Novelas | - Lanzamiento: 18 de mayo de 2015 - Discográfica: Som Livre - Formato: Descarga |